# Baessler-Archiv
Das Baessler-Archiv. Beiträge zur Völkerkunde, nach dem deutschen Reisenden und Forscher Arthur Baessler (1857–1907), ist eine ethnologische Fachzeitschrift des Berliner Völkerkundemuseums, die 1910/1911 aus Mitteln der 1903 errichteten Baessler-Stiftung gegründet wurde. Sie steht in der Nachfolge der seit 1889 publizieren Veröffentlichungen aus dem Königlichen Museum für Völkerkunde. Sie erscheint bis heute, nach einer Unterbrechung im Zweiten Weltkrieg (bis Band 25, 1943), seit 1952 wieder in einer neuen Folge. Die Verlage Teubner, Steiner bzw. Reimer sind die Verlage ihres Erscheinens. In ihren Beiheften erschienen wichtige ethnographische Dokumentationen.